# 朗読 (ラジオ番組)
『朗読』（ろうどく）は、NHKラジオで1962年から放送されている朗読番組である。作品ごとに1人の読み手が数回から数10回に分けて編集や演出を加えずに朗読している。2021年度までは週5 - 6回の帯番組として放送されていたが、1年間のレギュラー放送休止を経て2023年度からは週1回の番組にリニューアルされ、従来の帯番組の構成は同時期に開始した新番組『朗読の世界』（ろうどくのせかい）に引き継がれた。本項ではこの番組についても併せて説明する。

## 番組概要
『朗読』『朗読の世界』ともに、日本の近現代の文学作品を、俳優やアナウンサーらが朗読する番組である。明治以降の近現代の小説や随筆が対象で、存命中の作家の作品が取り上げられることもある。
番組構成はエンディングで音楽が流れる以外、効果音やBGMなどを一切用いず、作品本文の朗読音声のみを届ける点が特徴。本文以外の部分も作者・作品の紹介や、朗読者名・開始と終了のアナウンスなど最低限にとどまり、トークなども原則挟まない。
原作を尊重し編集や演出を加えずそのまま朗読する、としているが、朗読者の感性でセリフの部分は声色を使ったり、歌詞の部分は歌唱することもある。また、
放送時点では使われない表現や差別用語などが含まれる場合は、作者の意思や原作のオリジナリティを尊重する観点からそのまま朗読する旨のアナウンスを入れたり、身体障害に関する表現などは言い換えたり、不自然にならないようにフレーズを削除することもある（『二十四の瞳』など）。

### 『朗読』
冒頭で朗読者が「朗読の時間です」または「朗読の時間」とタイトルコールするが、番組名は『朗読の時間』ではなく単に『朗読』である。
『朗読』の放送開始は1962年4月で、NHK-FM放送（当時は試験放送）の番組だった。ただし小説などの朗読を行う番組そのものは古くからあり、1930年代には『自作朗読』・『名作朗読』といった番組が存在した。
2022年度以前
2022年4月までの時点では、作品の長さはさまざまで、1回～数回に収まる短編を複数作品まとめた短編集形式から、1作品で50回以上に跨る長編のものまで含まれていた。どれほどの長さでも、朗読者は1作品（または1つの短編集）で1人に固定されていた。1放送回は15分間で、週5回の本放送（月 - 金曜）および5回分連続の再放送（土曜）があったが、古くは1回20分・週6回放送だった時期があるなど変遷がある（詳しくは後述）。この形式でのレギュラー放送は2022年度の番組編成変更により、同年4月2日の再放送を以って一度終了し、同年度中は特別番組として不定期に放送されていた。
2023年度以降
2023年度からは週1回（土曜）15分間の番組としてレギュラー放送が再開された。番組構成はおおむね従前から引き継いでいるが、4回前後（約1ヶ月間）で1作品を取り上げる形式となり、それ以上の長さの作品は後述の『朗読の世界』が取り上げるようになった。また複数の朗読者で1作品を朗読する回や、長編作品の第1章のみを抜粋して朗読する回など、以前と異なる構成の放送回もある。

### 『朗読の世界』
上述の『朗読』のレギュラー放送再開と同じ2023年4月に始まった朗読番組。1回15分間・週5回（月 - 金曜）放送である点、1作品の放送回数が作品の長さに応じて不定となっている点、朗読者が1作品1人に固定されている点は、いずれも2021年度までの『朗読』のスタイルを踏襲している。ただし、旧『朗読』にあった再放送は行われていない。テーマ音楽は『朗読』と異なり、オープニングとエンディングで流れる。放送する作品は、新作に2021年度までの『朗読』で放送した作品を交えた構成となっている。後者は実質再放送だが、タイトルや説明の部分を当時の朗読者が新たに収録しており、「リメイク放送」「アンコール放送」などと称している。

## 放送期間と放送日時

### 放送時刻
- 『朗読』毎週土曜 12:45 - 13:00（15分間、2025年4月[10] - 、NHKラジオ第1）　[注 3]
- 『朗読の世界』毎週月曜 - 金曜 21:15 - 21:30（15分間×週5回、2023年4月 - 、NHK-FM）[13]

### 放送時刻等の変遷
【再】はその日またはその週の放送回の再放送。放送波の「第1」はラジオ第1、「第2」はラジオ第2、「FM」はNHK-FM。
『朗読』
| 期間                   | 放送波                     | 放送曜日                   | 放送時刻                                                    |
| ---------------------- | -------------------------- | -------------------------- | ----------------------------------------------------------- |
| 1962/4/??〜 1962年度末 | FM                         | 月-金（週5回）             | 午後4:00 - 4:20（20分間）                                   |
| 1963年度〜 1968年度    | 曜日・時間不明。放送は継続 | 曜日・時間不明。放送は継続 | 曜日・時間不明。放送は継続                                  |
| 1969/4/7 ～1978/11/18  | FM                         | 月-土（週6回）             | 午前10:40 - 11:00（20分間）                                 |
| 1969/4/7 ～1978/11/18  | FM【再】                   | 月-土（週6回）             | 午後11:35 - 11:55（20分間） ※再放送がない日・期間もあった。 |
| 1978/11/20 ～1983/4/1  | FM                         | 月-金（週5回）             | 午前10:40 - 11:00（20分間）                                 |
| 1983/4/4 ～1985/3/23   | FM                         | 月-金（週5回）             | 午前10:45 - 11:05（20分間）                                 |
| 1985/4/1 ～1995/3/31   | FM                         | 月-金（週5回）             | 午前11:00 - 11:15（15分間）                                 |
| 1995/4/3 ～1996/3/29   | FM                         | 月-金（週5回）             | 午前11:00 - 11:15（15分間）                                 |
| 1995/4/3 ～1996/3/29   | 第2【再】                  | 月-金（週5回）             | 午後6:10 - 6:25（15分間）                                   |
| 1996/4/1 ～2002/3/29   | 第2                        | 月-金（週5回）             | 午後6:10 - 6:25（15分間）                                   |
| 2002/4/1 ～2008/3/28   | 第2                        | 月-金（週5回）             | 午後3:45 - 3:59（約15分間）                                 |
| 2008/3/31 ～2011/3/25  | 第2                        | 月-金（週5回）             | 午前10:45 - 10:59（約15分間）                               |
| 2011/3/28 ～2018/3/31  | 第2                        | 月-金（週5回）             | 午前9:45 - 9:59（約15分間）                                 |
| 2011/3/28 ～2018/3/31  | 第2【再】                  | 土（5回連続）              | 午後10:25 - 11:40（75分間）                                 |
| 2018/4/2 ～2022/4/2    | 第2                        | 月-金（週5回）             | 午前9:45 - 9:59（約15分間）                                 |
| 2018/4/2 ～2022/4/2    | 第2【再】                  | 土（5回連続）              | 午後9:45 - 10:59（約75分間）                                |
| 2022年度               | 第1                        | 不定期特別番組として放送   | 不定期特別番組として放送                                    |
| 2023/4/8 〜2025/2/22   | 第1                        | 土（週1回）                | 午後0:30 - 0:45（15分間）                                   |
| 2025/4/5〜             | 第1                        | 土（週1回）                | 午後0:45 - 1:00（15分間）                                   |

『朗読の世界』
| 期間       | 放送波 | 放送曜日       | 放送時刻                  |
| ---------- | ------ | -------------- | ------------------------- |
| 2023/4/3～ | FM     | 月-金（週5回） | 午後9:15 - 9:30（15分間） |

## 特別番組
2015年から2022年にかけ、毎年ラジオ第2の年末年始特別編成が実施される時期に『朗読特集』などと銘打ち、普段より長い時間で集中的に放送していたことがあった。2022年度は特別番組が不定期で放送された。2023年度以後は、年末年始あるいは年始特番と称する番組を放送している。

### 2022年度の不定期放送
- 『朗読　岸本加世子が読む 向田邦子「あ・うん」より「狛犬」』 - 2023年3月（15分×5回）・ラジオ第1[24]

- 『朗読　野間口徹が読む 遠藤周作「四十歳の男」』 - 2023年1月1～5日（15分×5回）・ラジオ第1[25]

- 『村上春樹を読む「ドライブ・マイ・カー」 〜短編集「女のいない男たち」より〜』（2022年8月8日[26] - 26日、NHKラジオ第1） - 15分✕15回、読み手は勝村政信と山像かおり

短編2作（表題作と「イエスタデイ」）を読み手を代えて放送。番組名に『朗読』を冠していないが、2021年度までの『朗読』のスタイルとエンディングテーマ曲を踏襲していた。2024年1月から2月に『朗読の世界』で「村上春樹短編集」として再放送された。

### 年末年始の朗読特集
- 年始特番 朗読「塚地武雅が読む村上春樹『かえるくん、東京を救う』」全5回（15分✕5回、2025年1月4日 - 5日、NHKラジオ第1）[30]
- 年末年始特番 朗読 上白石萌音が読む辻村深月「『妹』という祝福」全5回（15分✕5回、2023年12月30日 - 2024年1月3日、NHKラジオ第1）[31]
- 『朗読特集 向田邦子「思い出トランプ」』 - 2021年12月31日～2022年1月3日（60分×4回）・ラジオ第2[32]

読み手は青木裕子。
- 『新春朗読特集「アンネの日記」』 - 2015年1月1～3日（90分×3回）・ラジオ第2[33]

読み手は竹下景子。
ほか。

## 過去の主な朗読者
- 関根信昭
- 杉村理加
- 有川博
- 橋爪功
- 佐藤慶
- 小林勝也
- 青木裕子
- 近石真介
- 瀬川菊之丞
- 今井朋彦
- 市原悦子
- 加賀美幸子
- 押切英樹
- 松たか子
- 北乃きい